# Charles-Marie Condé
Charles-Marie Condé, francoski general, * 25. februar 1876, Saint-Omer, Francija, † 13. oktober 1945.